# 23 septembre 1971
Le jeudi 23 septembre 1971 est le 266e jour de l'année 1971.

## Naissances
- Cuonzo Martin, joueur de basket-ball américain
- Eric Montross, joueur de basket-ball américain
- Fabio Celoni, dessinateur italien
- Sean Spicer, porte-parole de la Maison-Blanche pour le président Donald Trump
- Willie Greene, joueur américain de baseball

## Décès
- Apostol Nikolaev-Strumski (né le 29 mars 1886), compositeur et chef de chœur de musique bulgare
- Billy Gilbert (né le 12 septembre 1894), acteur américain (1894–1971)
- James Waddell Alexander II (né le 19 septembre 1888), mathématicien américain
- Otto Wild (né le 8 novembre 1898), peintre allemand

## Événements
- Découverte des astéroïdes (4466) Abai et (5706) Finkelstein